# Варення Микола Васильович
Микола Васильович Варення (20 травня 1942, Каганович — 26 січня 2021) — український живописець; член Спілки художників України з 1977 року.

## Біографія
Народився 20 травня 1942 року в місті Кагановичі (тепер Попасна-2 Луганської області). 1971 року закінчив Київський художній інститут (вчителі Віктор Пузирков, Василь Забашта, Віктор Шаталін).Одержав кваліфікацію з Малярства.
У 1972–1992 роках працював на Івано-Франківському художньо-виробничому комбінаті, одночасно з 1982 по 1990 рік очолював Івано-Франківську організацію Спілки художників України. Заслужений художник СРСР. Викладацька діяльність (з 1952) у Косівському училищі декоративно-прикладного мистецтва, Івано-Франківській дитячій художній школі, Прикарпатському університеті ім. В.Стефаника.

## Творчість
Основна тема творчості художника — життя і побут гуцулів. Серед робіт:
- «Карпатська легенда» (1972);
- «Весільні турботи» (1975);
- «Літо» (1979, триптих);
- «Вечір у Кривопіллі» (1979);
- «Будуємось» (1983);
- «Ця гаряча пора сінокосу» (1985);
- «Земля» (1987);
- «Зустріч молодих» (1994);
- «Море надій» (1997);
- «Апофеоз» (1998);
- «Ренесанс» (1998);
- «Візит» (1999);
- «Вавилон — 2000» (1999);
- «Весняна рапсодія» (2006);
- «Пора сінокісна» (2007);
- «Легені Карпат» (2008);
- «Сполох» (2010);
- «Аркан» (2012);
- «Двобій» (2015);
- «Море надій» (2015);
- «Думаю про Атлантиду» (2015);
- «Шлях рівноваги» (2016).

Брав участь у обласних, всеукраїнських художніх виставках з 1973 року, зарубіжних — з року 1995 року.
Роботи зберігаються у Івано-Франківському художньому музеї.